# Трусевич Максим Павлович
Максим Павлович Трусевич (нар. 1 серпня 1985, Кіровськ, Ворошиловградська область, УРСР) — український футболіст, центральний півзахисник.

## Клубна кар'єра
У ДЮФЛУ виступав за клуби: «Юніор» (Луганськ), «Локомотив-МСМ-ОМІКС» (Київ), «Обухів» та «Княжа». У 2001 році потрапив у «Борисфен-2». В основному складі «Борисфена» у Першій лізі дебютував 4 червня 2002 року в матчі проти вінницької «Ниви» (2:0), Трусевич вийшов на 28 хвилині замість Андрія Запорожана. У сезоні 2002/03 років «Борисфен» зайняв 2 місце в Першій лізі поступившись кіровоградській «Зірці» й вийшов у Вищу лігу. У Вищій лізі дебютував 31 серпня 2003 року в матчі проти київського «Динамо» (3:0), Трусевич вийшов на 83 хвилині замість Олександра Гончара. Всього за «Борисфен» провів 28 матчів у чемпіонаті України, а в Кубку — 5 поєдинків і забив 1 м'яч. У липні 2005 року перейшов у донецький «Шахтар» підписав п'ятирічний контракт. У лютому 2006 року був відданий в оренду в запорізький «Металург». 10 червня 2007 дебютував в основному складі «Шахтаря» в матчі проти одеського «Чорноморця» (0:0), Трусевич вийшов на 73 хвилині замість Олексія Полянського. 17 червня 2007 року провів повний матч за «Шахтар» проти запорізького «Металурга» (0:2). За підсумками сезону 2006/07 років «Шахтар» став срібним призером чемпіонату України поступившись київським «Динамо». У серпні 2007 року перейшов в річну оренду в російський «Ростов». У Прем'єр-лізі дебютував 26 серпня 2007 року в матчі проти московського ЦСКА (4:0), Трусевич почав матч в основі але на 30 хвилині був замінений на Олександра Данцева. Всього за «Ростов» провів 5 матчів у чемпіонаті Росії.
У 2008 році виступав на правах оренди в луганській «Зорі». Але грав у дублі де провів 23 матчі і відзначився 1 голом. У лютому 2009 року був відданий в оренду калінінградській «Балтиці». У команді дебютував 28 березня 2009 року в матчі проти новоросійського «Чорноморця» (1:0). Усього в «Балтиці» в 2009 році провів 27 поєдинків і забив 1 м'яч. В березні 2010 року на правах вільного агента підписав контракт з клубом «Оболонь» (Київ). У липні 2010 року перейшов до одеського «Чорноморця». Однак у ньому не грав. 20 листопада гравець і клуб за обопільною згодою сторін розірвали контракт. З 2011 року був гравцем російського клубу «СКА-Енергія». Дебютував за новий клуб 4 квітня в матчі з «Мордовією» (1:2).
11 червня 2015 року підписав однорічний контракт з іншим клубом другого російського дивізіону, саратовським «Соколом»
У червні 2016 року став гравцем ФК «Тамбов».

## Кар'єра у збірній
Виступав за юнацьку збірну України U-17. Був викликаний Павлом Яковенком на чемпіонат Європи U-19 в липні 2004 року в Швейцарії]. На груповій стадії провів 2 матчі проти Італії (1:0) та Швейцарії (0:0). Україна зайняла 2 місце в групі після Швейцарії. У півфіналі Україна програла Іспанії в основний час (2:2) і по пенальті (1:4), Трусевич вийшов на 89 хвилині замість Григорія Ярмаша.
У молодіжній збірній України U-21 дебютував 12 жовтня 2004 року в матчі проти Грузії (6:0), Максим вийшов на 71 хвилині замість Євгена Чеберячка, а на 72 хвилині забив гол.

## Досягнення

### Клубні
- Вища ліга чемпіонату України
  -  Срібний призер: 2006/07

- Перша ліга чемпіонату України
  -  Срібний призер: 2002/03

- Кубок України
  -  Фіналіст: 2006

### Збірна
- Юнацький чемпіонат Європи з футболу (U-19)
  -  Бронзовий призер: 2004